# Reise zurück in der Zeit
Reise zurück in der Zeit (Originaltitel: Waxwork) ist ein US-amerikanischer Horrorfilm mit Zach Galligan und Deborah Foreman aus dem Jahr 1988. 1992 folgte die Fortsetzung Spaceshift.

## Handlung
Sarah Brightman und ihre Freundin China Webster werden zu einer Privatführung in einem kürzlich eröffneten Wachsfigurenkabinett eingeladen und sollen noch vier Freunde mitbringen. Ihre Wahl fällt auf Mark Loftmore, einen rebellischen Sohn aus gutem Haus, Tony, Gemma und James. Um Mitternacht begeben sie sich zum Wachsfigurenkabinett, doch James und Gemma haben Angst und verschwinden relativ schnell. Tony wird in ein Ausstellungsstück gezogen und landet in einer Werwolfgeschichte. Nach seinem Tod wird er Teil der Szenerie. Ebenso ergeht es China, die zum Teil einer Vampirgeschichte wird. Sarah möchte sich den Marquis de Sade näher betrachten, doch Mark drängt zum Verlassen des Anwesens.
Am nächsten Tag bemerken Sarah und Mark das Verschwinden ihrer Freunde und informieren Detective Roberts, der sich das Wachsfigurenkabinett näher ansieht, aber von Besitzer Lincoln beschwichtigt wird. Chinas Freund untersucht derweil ebenfalls das Wachsfigurenkabinett, wird jedoch ein Opfer von Lincoln, der ihn zum Phantom der Oper stößt. Detective Roberts kehrt später noch einmal alleine zurück, um eine Probe von Chinas Gesicht zu nehmen. Er wird jedoch erwischt und landet im alten Ägypten, wo er zum Opfer einer zum Leben erweckten Mumie wird.
Mark und Sarah entdecken auf dem Dachboden von Marks Großvater einen alten Zeitungsausschnitt, auf dem ein Foto von Lincoln abgebildet ist. Mit der Hilfe von Sir Wilfred, einem Vertrauten von Marks Großvater und Freund der Familie, können sie Lincolns Plan aufdecken. 18 Tote innerhalb von drei Zeiträumen (6 und 6 und 6) benötigt Lincoln, um die Wachsfiguren zum Leben zu erwecken und so die Apokalypse einzuleiten. Zweimal hat er schon sechs Menschen ermordet, die Zeit drängt also. Sarah und Mark wollen dem Ganzen nun ein Ende setzen und die Wachsfiguren verbrennen.
Im Wachsfigurenkabinett werden sie jedoch getrennt in die Räume gestoßen. Während sich Sarah bereitwillig beim Marquis auspeitschen lässt, versucht Mark aus einer Night-of-the-Living-Dead-Szene zu entkommen. Es gelingt ihm tatsächlich durch Willenskraft die Illusion zu brechen und zu entkommen. Als Nächstes befreit er Sarah aus den Klauen des Marquis. Zurück im Kabinett jedoch werden die beiden gefangen genommen und zwei weitere Opfer läuten die Apokalypse ein. Gerade als die Wachsfiguren zum Leben erwachen, kommt Sir Wilfred mit seinen Gefolgsleuten und eine Schlacht des Guten gegen das Böse entbrennt. Das Wachsfigurenkabinett fängt Feuer. Mark und Sarah sind die einzigen Menschen, die entkommen können. Doch eine abgehackte Hand folgt ihnen.

## Hintergrund
Der Regisseur Anthony Hickox schrieb das Drehbuch zu Reise zurück in der Zeit innerhalb von drei Tagen. Es gelang ihm eine Reihe von namhaften Schauspielern und Gaststars für den Film zu verpflichten. So hatte der Hauptdarsteller Zach Galligan vier Jahre vorher eine ähnliche Rolle in der Horrorkomödie Gremlins – Kleine Monster gehabt. Zu sehen sind außerdem John Rhys-Davies, Miles O’Keeffe und Patrick Macnee. Für die Spezialeffekte war Bob Keen verantwortlich.

## Veröffentlichung
Reise zurück in die Zeit wurde in Deutschland als Videopremiere der Firma Vestron Entertainment veröffentlicht. Die Fassung war stark gekürzt, wurde aber dennoch indiziert. Allerdings enthielt der Nachfolger Spaceshift in einer Rückblende der deutschen Verleihversion einige der gekürzten Stellen. Neben einigen Bootlegs erschien 2003 über Dragon Entertainment eine ungekürzte Neuauflage. Epix veröffentlichte 2010 eine Neuauflage des Films als erster Teil ihrer „Twilight Classics“-Serie. Der Film wurde von der Indizierungsliste gestrichen und die Freiwillige Selbstkontrolle der Filmwirtschaft bewertete den Film neu. Die ungekürzte Fassung ist nun ab 16 Jahren freigegeben.

## Kritik
Regisseur Anthony Hickox ist der Sohn von Douglas Hickox, der mit Theater des Grauens eine ähnliche Thematik satirisch aufbereitete. Ähnlich wie sein Vater benutzt Hickox satirische Elemente um seine Horrorkomödie zu untermalen, wobei er nicht sehr subtil zu Werke geht. So sieht man an einer Stelle einen Geschichtslehrer vor einer Hakenkreuzflagge, dessen rechter Arm unwillkürlich zum Hitlergruß zuckt. Zum Teil wurde daher die Horrorkomödie als Klamauk bezeichnet. Wegen der gelungenen Hommage an Grusel- und Horrorfilme des 20. Jahrhunderts wurde der Film jedoch überwiegend als gelungen bezeichnet.

„Ein mit Genrezitaten gespickter Film, der nicht so ganz ernst genommen werden will, jedoch in der Inszenierung seiner Spezialeffekte sehr ernsthaft zu Werk geht.“

„Anthony Hickox, Regisseur dieser gelungenen Mischung aus Horror, Thriller und Komödie, tritt hier in die Fußstapfen seines Vaters Douglas.“

## Auszeichnungen
- 1989: Avoriaz Fantastic Film Festival, Fear Section Award für Anthony Hickox
- 1989: Brussels International Fantastic Film Festival, Silberner Rabe für Anthony Hickox
- 1990: Vier Nominierungen für einen Saturn Award